# Maghnia
Maghnia (arabiska مغنية) är en stad och kommun i nordvästra Algeriet och är den näst största staden i provinsen Tlemcen. Folkmängden i kommunen uppgick till 114 634 invånare vid folkräkningen 2008, varav 87 373 invånare bodde i centralorten.
Maghnia är känd som platsen för en överenskommelse mellan Frankrike och Marocko den 18 mars 1845, då man fastställde gränsen mellan Algeriet och Marocko.